# Nothoscordum gracile
Nothoscordum gracile (Aiton) Stearn, 1986, é uma planta bulbosa pertecente à família Amaryllidaceae (anteriormente da família Alliaceae). Originária do México, a espécie é utilizada como planta ornamental devido às suas vistosas inflorescências e à fragrância das suas flores.

## Descrição
Planta perene, bulbosa, decídua, que produz escapos de 20–60 cm de altura. As folhas são simples, lineares, com margem inteira e inserção basal.
As flores são campanuladas, fregrantes, de coloração esbranquiçada, agrupadas em umbelas terminais. Floresce em Maio e Junho.
O fruto é uma cápsula loculicida.

## Literatura
- Walter Erhardt, Erich Götz, Nils Bödeker, Siegmund Seybold: Der große Zander. Eugen Ulmer KG, Stuttgart 2008, ISBN 978-3-8001-5406-7. (Ger.)
- Christoper Brickell (Editor-in-chief): RHS A-Z Encyclopedia of Garden Plants. Third edition. Dorling Kindersley, London 2003, ISBN 0-7513-3738-2.